# Улица Салтыкова-Щедрина (Калуга)
Улица Салтыкова-Щедрина — улица в исторической части Калуги, продолжением улицы Кутузова за улицей Луначарского проходит до улицы Болдина. Протяжённость улицы около 2,67 км.

## История
Улица была запланирована на градостроительном плане 1778 года, начинаясь от моста через Жировский овраг, прошла по линии дороги в Тулу (Тульский тракт).
Современная улица соединила в себе три прежние — Спасожировскую, Тульскую и Кожевни. Спасо-Слободская церковь («Спас на Жировке») находилась в месте схождения современных улиц Луначарского, Кутузова, Салтыкова-Щедрина, в 1732 году была перестроена в камне, в 1932 году разобрана на кирпич. В конце улицы находилась калужская губернская тюрьма с тюремной церковью во имя Николая Чудотворца, затем — Николаевские казармы, затем здания занял КЭМЗ (д. 119).
С установлением советской власти первоначально имя Салтыкова-Щедрина получила Спасожировская улица, Тульская стала улицей Ухтомского, Кожевни — проспектом Трудового единения, но вскоре, с 1930 года, вся улица именовалась улицей Салтыкова-Щедрина. М. Е. Салтыков-Шедрин (1826—1889) относительно Калуги позволил себе высказывание «кроме разгула вина и теста смотреть в Калуге нечего».
При освобождении Калуги в декабре 1941 года от немецко-фашистских оккупантов на улице шли ожесточённые бои.
В середине 1960-х годов улица, из-за сложности рельефа шедшая уступами, была выровнена, проезжая часть сильно подсыпана и поднята, из-за чего дома улицы оказались ниже уровня дорожного полотна. Проведённые работы дали возможность пустить по улице троллейбус.

## Известные жители
В. И. Ассонов

## Достопримечательности
д. 6 — Жилой дом
д. 8 — Жилой дом
д. 18 — Жилой дом
д. 21 — Дом заводчиков Малаховых
д. 39 — Жилой дом
д. 41 — Жилой дом
д. 55 — Жилой дом
д. 91 — Здание госпиталя

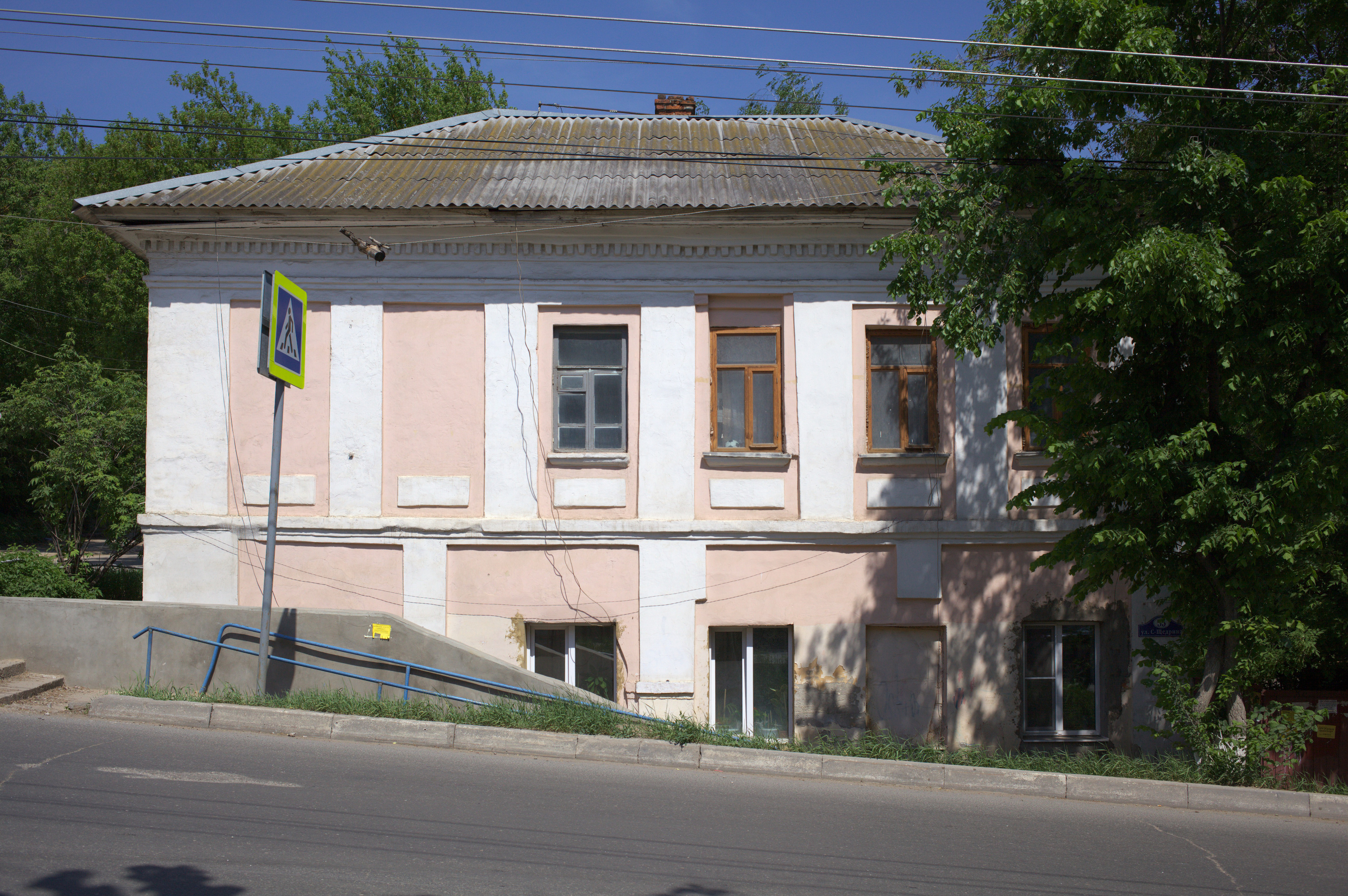
д. 55

д. 137 — Ансамбль кожевенного завода
Здание, в котором в 1777—1791 гг. размещался Калужский театр (близ Жировского ручья, не сохранился)